# سان يريكس سو إيكس
سان يريكس سو إيكس (بالفرنسية: Saint-Yrieix-sous-Aixe)‏ هي بلدية في مقاطعة فيين العليا في منطقة أقطانية الجديدة غرب وسط فرنسا.

ولد الكاتب جان كولومبييه، الفائز بنسخة عام 1990 من جائزة رينودو في سان يريكس سو إيكس في عام 1945.